# Tubthumping
«Tubthumping» (conocida coloquialmente como: «I Get Knocked Down») es un sencillo de la banda de rock alternativo británica Chumbawamba. Fue lanzado el 11 de agosto de 1997 en su octavo disco, Tubthumper. Fue el sencillo más exitoso de su carrera, alcanzando el puesto 2 en el UK Singles Chart. También fue su mejor posicionamiento en los Estados Unidos, alcanzando el puesto 6 en el Billboard Hot 100.

## Lista de canciones
12" Promo (Universal, 1997)
1. «Tubthumping» (MAWR Mix)
2. «Tubthumping» (Original álbum mix)
3. «Tubthumping» (Timeshard Mix)
4. «Tubthumping» (Gunshot Mix)

CD 1 single (EMI, 1997)
1. «Tubthumping» (Original Recording)
2. «Farewell to the Crown» (feat. Oysterband)
3. «Football Song»
4. «Tubthumping» (Butthumping Mix)
5. «Tubthumping» (Danny Boy Remix)

CD1 single (EMI, 1997)
1. «Tubthumping»" (Original/Invincible Mix)
2. «Tubthumping» (Butthumping Mix)
3. «Tubthumping» (Danny Boy Remix)
4. «Tubthumping» (MAWR Mix)
5. «Tubthumping» (Timeshard Mix)
6. «Tubthumping» (Gunshot Mix)

## Rankings musicales de canciones
| Lista (1997)                | Mejor posición |
| --------------------------- | -------------- |
| Australian Singles Chart    | 1              |
| Canadian RPM Alternative 30 | 1              |
| New Zealand Singles Chart   | 1              |
| UK Singles Chart            | 2              |
| US Billboard Hot 100        | 6              |
| US Modern Rock Tracks       | 1              |

| Lista (1997)         | Posición |
| -------------------- | -------- |
| Australia            | 3        |
| US Billboard Hot 100 | 69       |
| Lista (1998)         | Posición |
| US Billboard Hot 100 | 35       |